# Irish Distillers
Irish Distillers è una sussidiaria del conglomerato francese di bevande Pernod Ricard. È il più grande distillatore di whiskey irlandese, distillando marchi popolari come Jameson e Powers, oltre a whiskey premium come Redbreast e Midleton Very Rare. Oltre al whiskey, Irish Distillers produce anche una serie di altri prodotti come gin e vodka.

## Storia
Irish Distillers Group è stata fondata come Irish Distillers Limited (IDL) nel 1966, quando ha avuto luogo la fusione di tre distillerie irlandesi di whiskey, Cork Distilleries Company, John Jameson & Son e John Power & Son. Nel tentativo di invertire il declino delle vendite irlandesi di whiskey, il consiglio di amministrazione decise di chiudere le distillerie esistenti a Cork e Dublino e di consolidare la produzione in un nuovo impianto appositamente costruito. Un sito accanto alla distilleria esistente a Midleton venne scelto come sede per la nuova distilleria, in quanto non c'era spazio per l'espansione insieme alle distillerie di Dublino.
Nel 1972, Bushmills, l'unica altra distilleria di whiskey in funzione in Irlanda all'epoca, si unì al gruppo, dando alla Irish Distillers il controllo completo su tutta la produzione di whiskey sull'isola d'Irlanda. Nel luglio 1975, la produzione cessò presso la Old Midleton Distillery per riprendere immediatamente nel nuovo complesso di Midleton, con la distillazione nelle due distillerie di Dublino che si concluderà un anno dopo. La distilleria di Bushmills, nella contea di Antrim, rimase in funzione.
La Old Midleton Distillery e la Jameson's Bow Street Distillery hanno da allora riaperto come centri visitatori. Al contrario, gran parte della distilleria Powers John's Lane è stata demolita, con gli edifici rimanenti, ora strutture protette, che fanno parte del National College of Art and Design.
A seguito di un tentativo di acquisizione da parte di Grand Metropolitan, Allied-Lyons e Guinness, Irish Distillers è stata oggetto dell'acquisizione da parte di Pernod Ricard nel giugno 1988.
Nel 2005 Bushmills è stata venduta al gigante rivale delle bevande Diageo per £ 200 milioni.